# Cluedo
Cluedo is een bordspel voor minimaal 2 en maximaal 6 spelers. Het spel is in 1943 bedacht door Anthony E. Pratt uit Birmingham, Engeland. In 1949 werd het spel voor het eerst uitgegeven door Waddington's Games in Leeds.
In Cluedo draait alles om de moord op Dr. Black (Dr. Zwart), die heeft plaatsgevonden in een grote villa. De spelers zijn in dit spel detectives. Zij moeten achter 3 zaken zien te komen:
1. Wie van de 6 verdachten heeft de moord gepleegd?
2. Met welk voorwerp is de moord gepleegd?
3. In welke kamer is de moord gepleegd?

De speler die deze drie vragen als eerste kan beantwoorden is de winnaar van Cluedo.

## Achtergrond

### Attributen
Het spel bestaat uit een speelbord, waarop de verschillende kamers van een Engels landhuis zijn afgebeeld. Verder bevat het spel zes gekleurde pionnen, twee dobbelstenen, een set kaarten met daarop omschrijvingen van respectievelijk de verdachten, moordwapens, en locaties in het huis, en zes miniatuurversies van de moordwapens.

### Verdachten
- Kolonel van Geelen (Colonel Mustard)
- Professor Pimpel (Professor Plum)
- Dominee Groenewoud (Reverend Green)
- Mw. Blauw van Draet (Mrs. Peacock)
- Rosa Roodhart (Miss Scarlett)
- Dokter Li-La / Mw. Dewit (Dr. Orchid)

### Wapens
- Revolver
- Dolk
- Touw
- Kandelaar
- Loden pijp
- Engelse sleutel (ook wel Steeksleutel genoemd)

### Locaties

Locaties

Dit is een schematische weergave van Slot Swaenesteyn. De kelder is geen plaats delict. Dit is de plek waar de envelop met het moordscenario wordt neergelegd.
| Keuken   | Balzaal | Serre        |
| Eetkamer | kelder  | Biljartkamer |
| Eetkamer | kelder  | Bibliotheek  |
| Zitkamer | Hal     | Studeerkamer |

## Speelwijze
Bij aanvang van het spel worden drie kaarten – een verdachte, een wapen en een kamer – blind gekozen en in een speciale envelop gestopt die in de kelder (het midden van het bord) wordt neergelegd. Hierbij dienen de spelers hun ogen dicht te doen of degene die de kaarten in de envelop stopt draait zich om, zodat de spelers niet kunnen zien welke drie kaarten er in de envelop gaan. Deze drie kaarten vormen samen het moordscenario dat gedurende het spel moet worden opgelost. De overige kaarten worden onder de spelers verdeeld. Iedere speler kiest tevens een personage waarmee hij/zij het spel zal spelen. Deze personages en ook de overige verdachten worden geplaatst op de daarvoor aangegeven vakjes aan de rand van het bord.
Doel van het spel is dat de spelers proberen te achterhalen welke kaarten ieder in handen heeft, en welke drie kaarten dus in de envelop zitten. Met zes verdachten, zes wapens en negen locaties, kent het spel in totaal 324 verschillende speelscenario’s. 
Om beurten mogen spelers met de dobbelstenen gooien, en hun personage naar een van de kamers laten lopen. In die kamer mogen ze vervolgens met een theorie komen over hoe de moord gepleegd zou zijn. Dit doen zij door de kamer waar ze zich bevinden, een wapen en een verdachte te noemen. De door de speler genoemde verdachte en moordwapen worden dan ook naar die kamer verplaatst. De andere spelers kunnen vervolgens hun mening geven of zij denken dat de suggestie klopt of niet. Dat wordt gedaan door kaarten te tonen die suggestie ontkrachten. Als bijvoorbeeld speler A suggereert dat Rosa Roodhart de dader zou kunnen zijn maar speler B houdt de kaart van dit personage vast, dan kan speler B door het tonen van de kaart bewijzen dat zij niet de dader is. Het tonen van kaarten aan de speler die met de suggestie komt wordt altijd zodanig gedaan dat alleen die speler de kaart te zien krijgt. Op die manier weten de overige spelers alleen dat er iets niet klopt aan het geschetste scenario, maar niet wat.  
Slechts één speler mag een suggestie van een andere speler ontkrachten. Voorbeeld: als speler B en C beide een kaart hebben die de theorie van speler A ontkennen, mag alleen speler B zijn kaart aan speler A tonen. Getoonde kaarten worden door de speler die de suggestie heeft gedaan afgestreept op een scoreblad, zodat deze speler weet welke personen, wapens of kamers niet gebruikt zijn. Op die manier vallen steeds meer zaken af en wordt voor de speler duidelijker wat het moordscenario zou kunnen zijn.
Zodra een speler zeker lijkt te weten wat het moordscenario is, mag hij openlijk bekendmaken de moord te hebben opgelost. Na het noemen van de verdachte, locatie, en het wapen, mag hij de kaarten in de envelop bekijken om te zien of dit klopt. Klopt het scenario, dan is die speler de winnaar. Klopt het niet, dan mag de speler niet meer meespelen gedurende de rest van het spel. Hij mag enkel nog theorieën van andere spelers ontkrachten.

## Uitspraak
De (oorspronkelijke Engelse) uitspraak is /kloe-do/, een woordspeling op Ludo, de Engelse naam voor het spel mens-erger-je-niet. Toen het spel in Nederland werd geïntroduceerd was de kennis van het Engels niet zo als tegenwoordig. Men herkende het Engelse woord clue (aanwijzing) dan ook niet als zodanig. De uitspraak werd daardoor: /klu-ee-do/.

## Varianten
Er bestaan tal van varianten op het spel Cluedo. Zo zijn er speciale edities die zich afspelen op een andere locatie, en met andere personages. Zo bracht in 2008 Hasbro een herziene versie van het spel uit getiteld “Cluedo: Discover the Secrets”, waarin de locaties en personages wat zijn aangepast, en er drie extra moordwapens zijn toegevoegd: een trofee, een honkbalknuppel en een bijl. De personages hebben in deze versie bijvoorbeeld speciale eigenschappen die het speurwerk makkelijker kunnen maken, zoals de mogelijkheid achter kaarten van andere spelers te kijken. 
Speciaal voor kinderen is Cluedo Junior verschenen. Daarin is niet de vraag: "wie vermoordde Dr. Black?" maar "wie heeft het konijn waar verstopt"?
In 2004 verscheen in Nederland Cluedo Live. Dit is een elektronisch bordspel waarbij de spelers hints krijgen van een computer (met echte spraak). Een variant hierop is DVD Cluedo. Hierbij krijgen de spelers hints via een DVD die op dezelfde manier werkt, met gesproken teksten.
Ook is er een speciale Harry Potter editie verschenen. Als er een leerling van Zweinstein verdwijnt, proberen de spelers met behulp van de figuren Harry, Ron, Hermelien, Ginny, Loena en Marcel te weten te komen hoe, wanneer en met welke spreuk de leerling aangevallen is. Loena Leeflang wordt door de makers overigens Lena Braafjens genoemd, maar de afbeelding is wel degelijk die van Loena.
In 2009 bracht het Nederlandse Gamesformotion uit Deventer de eerste chocoladeversie uit van Cluedo. De onderdelen van het spel worden gemaakt met Belgische chocolade.

## Spelshows
Er zijn verschillende spelshows gebaseerd op Cluedo op televisie geweest. Dit gebeurde onder andere in het Verenigd Koninkrijk en Australië. In deze shows spelen mensen de rollen van de personages uit het bordspel, en moeten ze de moord op zien te lossen.

## Film
De populariteit van het spel blijkt wel uit een film die naar aanleiding van Cluedo is gemaakt: Clue uit 1985, een komische detective van Jonathan Lynn.